# Авторулевой
Авторулево́й — прибор, который предназначен для автоматического управления рулевым приводом какого-либо судна и удерживающий судно на заданном курсе.
Авторулевой представляет собой основную часть той системы, которая автоматически регулирует курс судна.

## Описание
Авторулевой может производить повороты и изменения курса судна на заданную ему величину. Как только от датчика авторулевого поступает сигнал, рулевой привод перекладывает руль на заданный угол в сторону, которая противоположна уходу судна с курса. Как только начинает возвращаться на прежний курс, авторулевой отводит руль, а потом, удерживая его, перекладывает руль в сторону, противоположную прежней стороне. Автоматический режим — основной режим работы авторулевого.
В нормальных условиях плавания судно обычно «рыскает» в правую и левую стороны на одинаковое число градусов. Зато в других условиях плавания есть случаи несимметричного «рысканья». Например, когда шторм и качка на волнении и когда судно непрерывно «рыскает» в правую и левую стороны на одинаковое число градусов, авторулевой имеет на этот случай регулировку своей чувствительности для того, чтобы изменить курс от «рысканья»[что?]. Эта регулировка позволяет судну в шторм делать небольшие отклонения от заданного курса. Наиболее распространён такой тип авторулевого, который устанавливается на судах, имеющих средний и крупный тоннаж. Этот тип называется автоматическим бесконтактным рулевым (АБР). Основной прибор такого авторулевого — пульт управления — устанавливают в рулевой рубке.
На парусных судах также применяются чисто механические авторулевые, поддерживающие заранее заданный угол между курсом судна и направлением ветра.